# Нур-Махал
Нур-Махал (англ. Noor Mahal, урду نور محل) — палац у місті Бахавалпур у пакистанській провінції Пенджаб. Побудований для п'ятого правителя князівства Бахавалпур. У 1875 році будівництво палацу було закінчено і наваба Бахавалпура переніс в нього свою резиденцію.

## Історія
Нур-Махал — це величезна садово-паркова територія з царським інтер'єром і музейною колекцією зброї, у дворі комплексу — мечеть. Згідно з однією легендою, Наваб Садок Мухаммад Хан IV будував палац для своєї дружини, але вона була там лише одну ніч, бо з балкону побачила кладовище.
Побудований в італійському палацовому стилі, головним архітектором був британець містер Хінан. Більшість матеріалів і меблів були завезені з Англії та Італії. Вартість будівництва палацу склала 1,2 млн рупій. У дворі Нур-Махала побудована мечеть за 20 000 рупій. Реставрація, через 50 років, обійшлася правителям Бахавалпура в 100 000 рупій.
Пізніше Нур-Махал став використовуватися як гостьовий будинок князівства. Палац займає площу 44,600 квадратних футів (4140 м²). Він має 32 номери, включаючи 14 у підвалі, 6 веранд та 5 куполів. У двоповерховому палаці були вишукані меблі, світильники, люстри і шафи. У збройовій була багата колекція зброї, деякі мечі і рушниці висіли на стінах палацу.
У 1947 році після подій, які пов'язані з розділом Британської Індії, палац був розграбований, а меблі, килими, картини і посуд розійшлися майже по всій країні. Під час перевороту 1999 році якийсь час у стінах палацу розташовувався штаб пакистанської армії.
В кінці XX століття Нур-Махал був повністю реставрований і внесений до списку національних історичних пам'яток. Згодом екстер'єр та інтер'єр були відновлені, стіни палацу прикрашені килимами і картинами, у саду можна побачити ємності для фонтанів. Спеціально для туристів є готель, історичний музей та громадський парк.

### Зовнішній вигляд

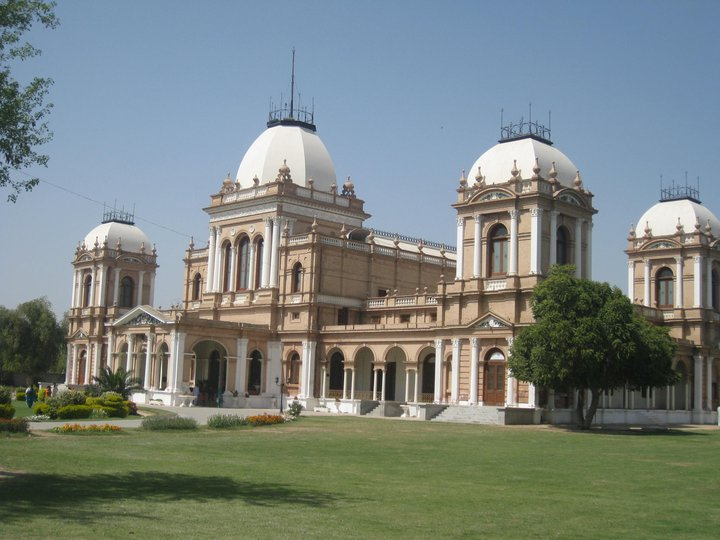
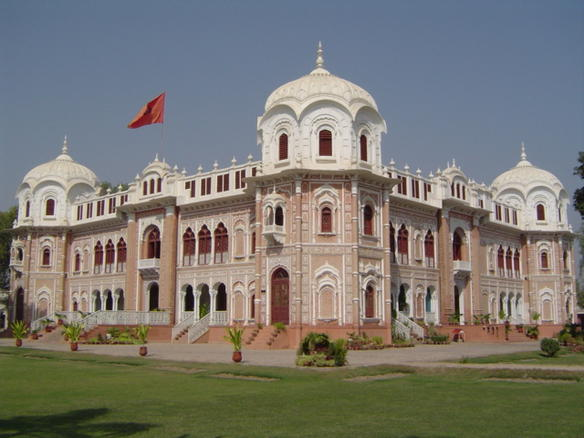
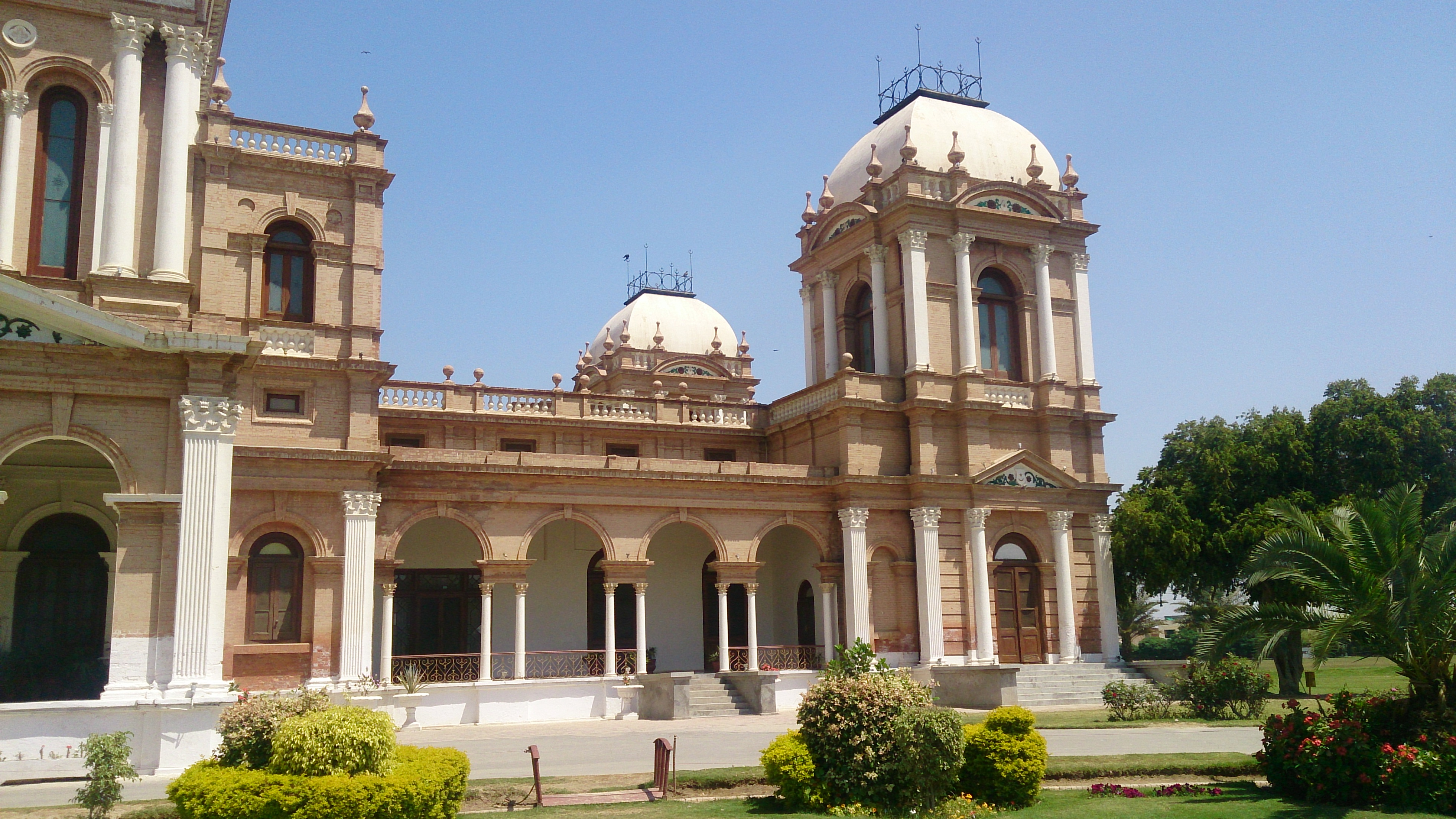
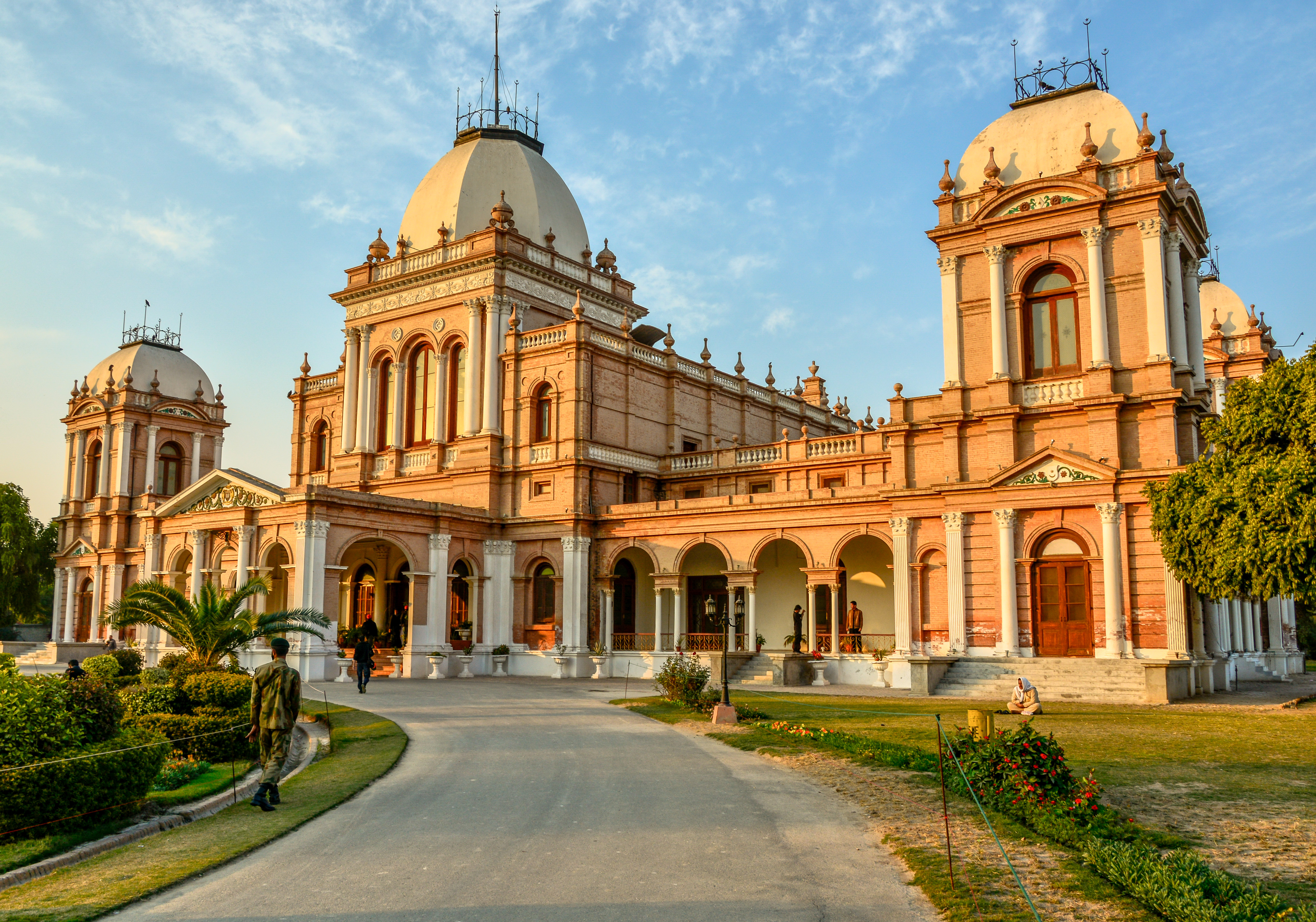
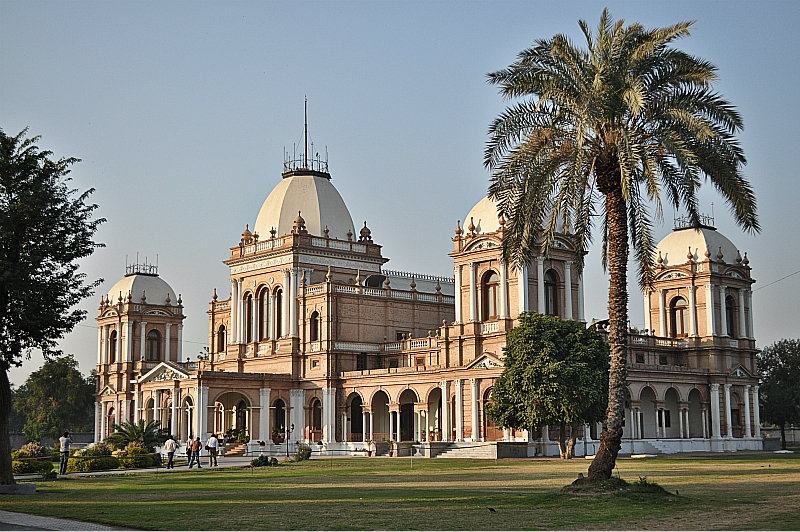
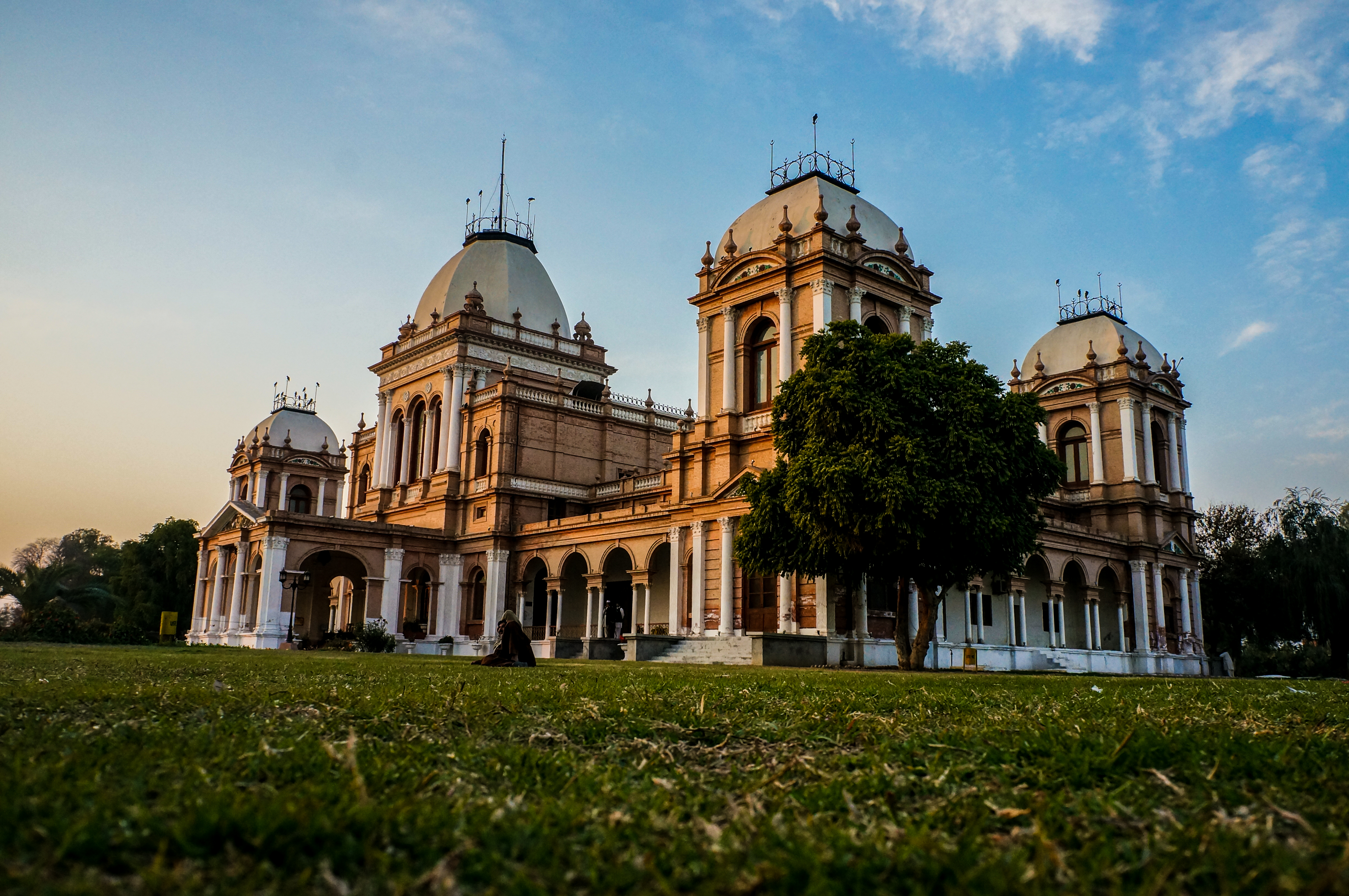
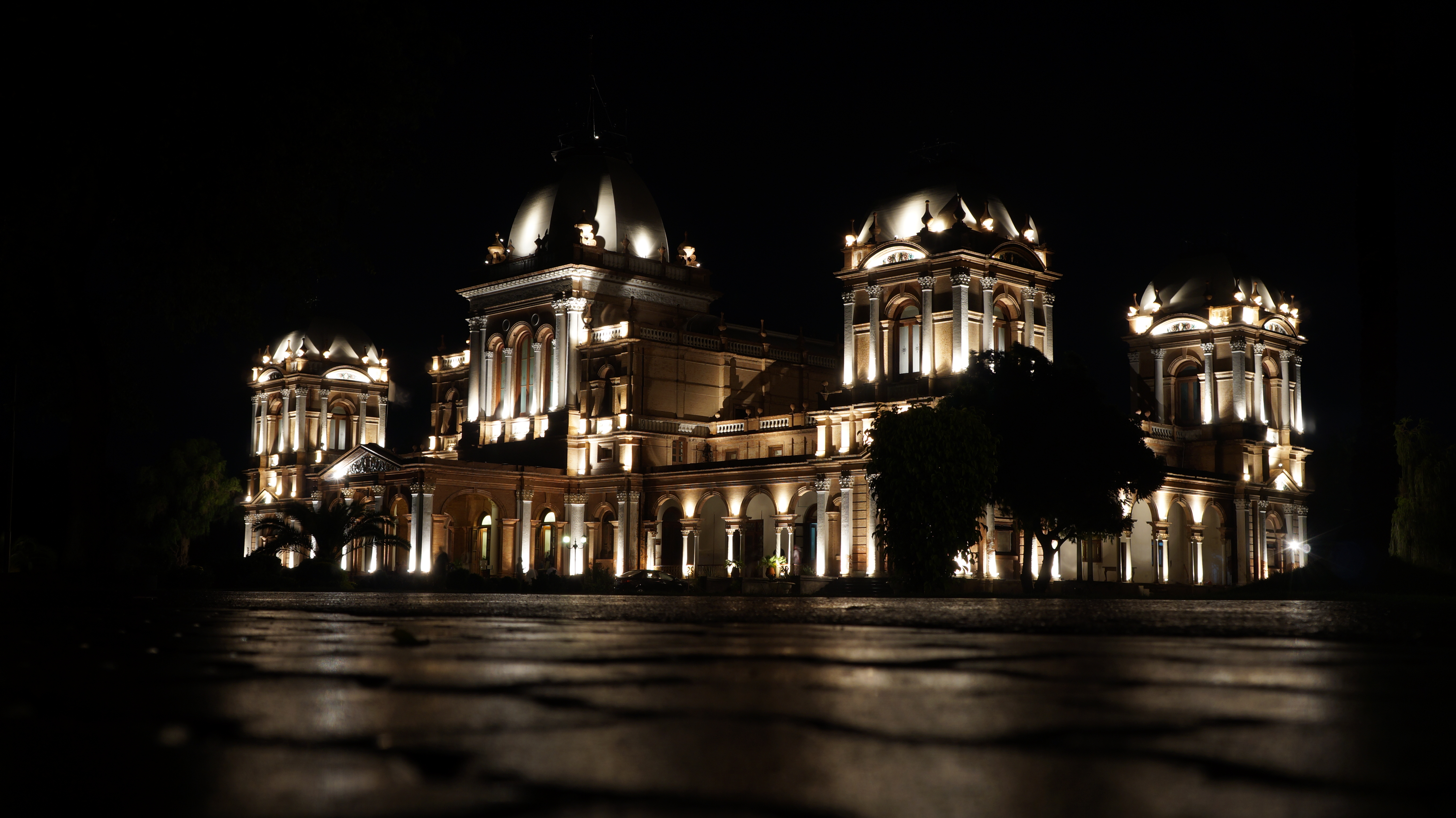

### Інтер'єр

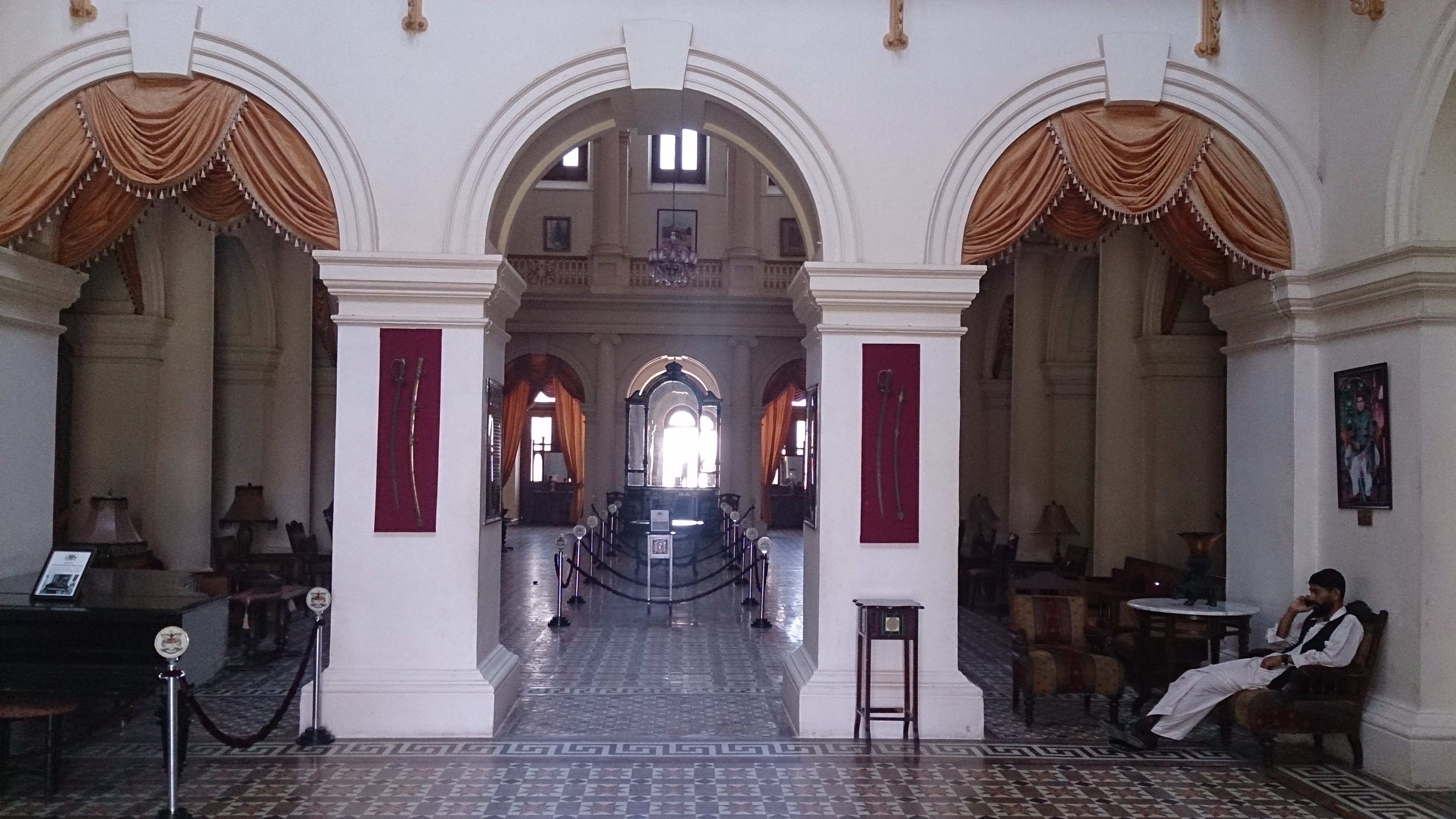
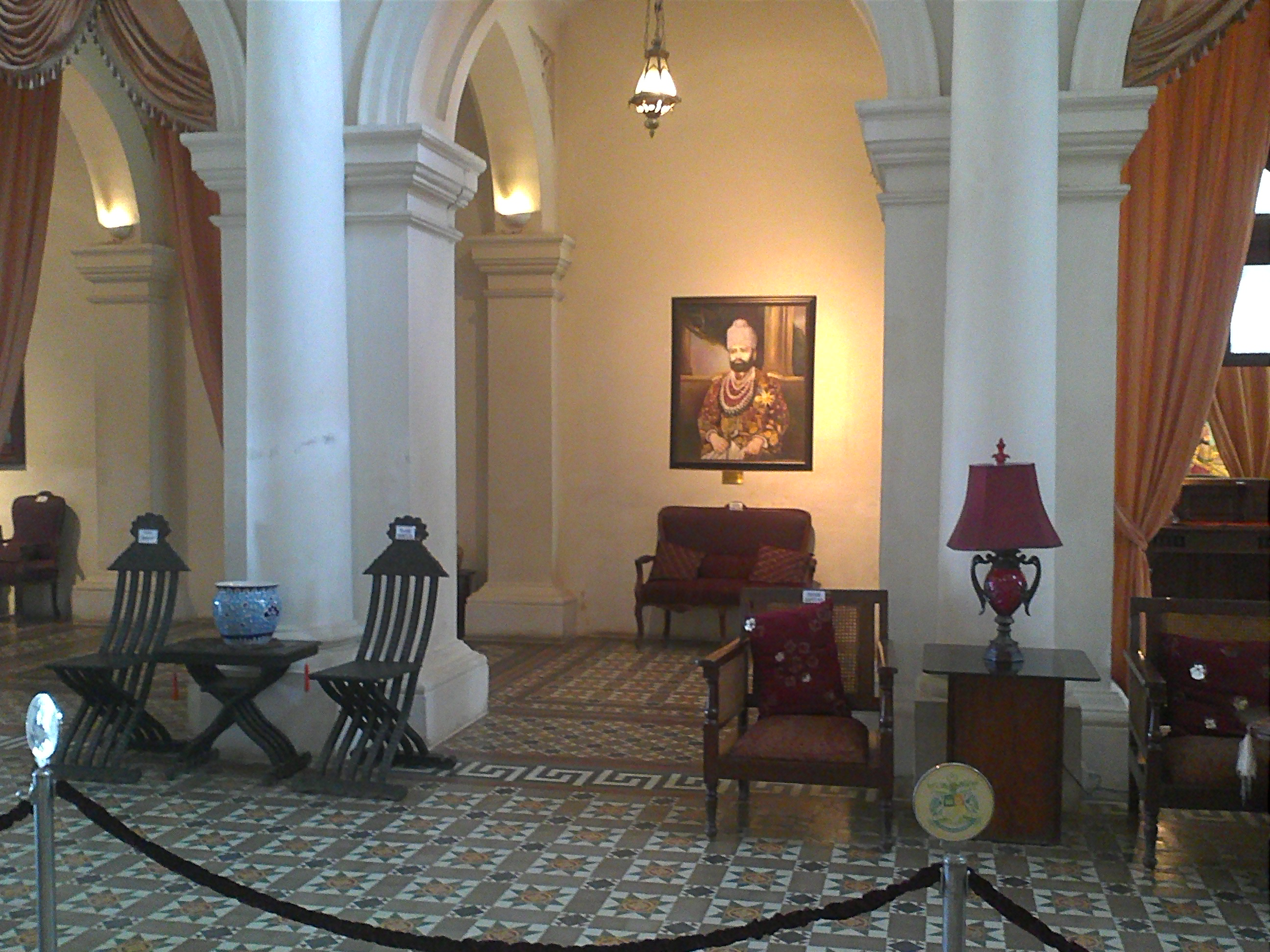
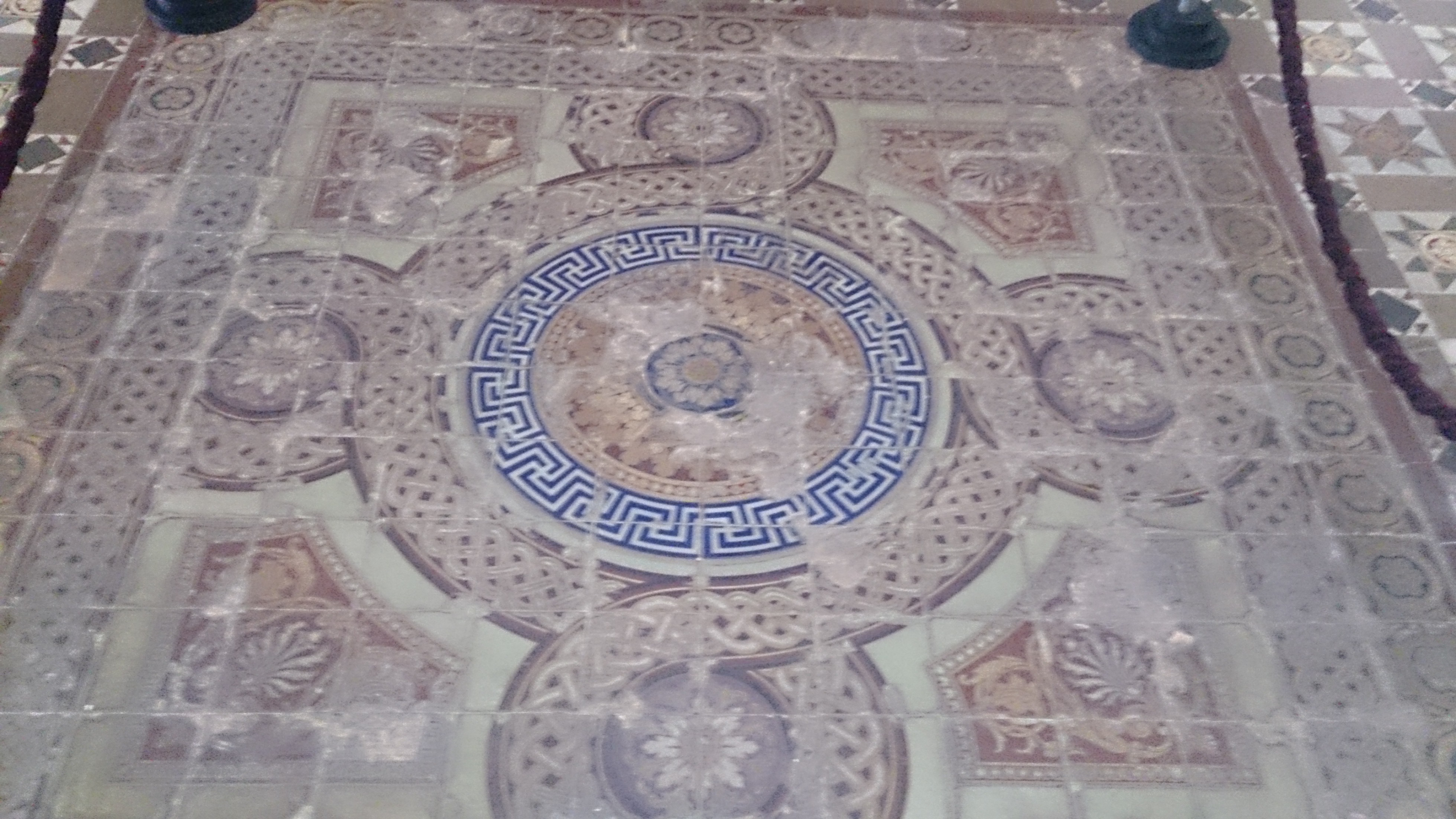
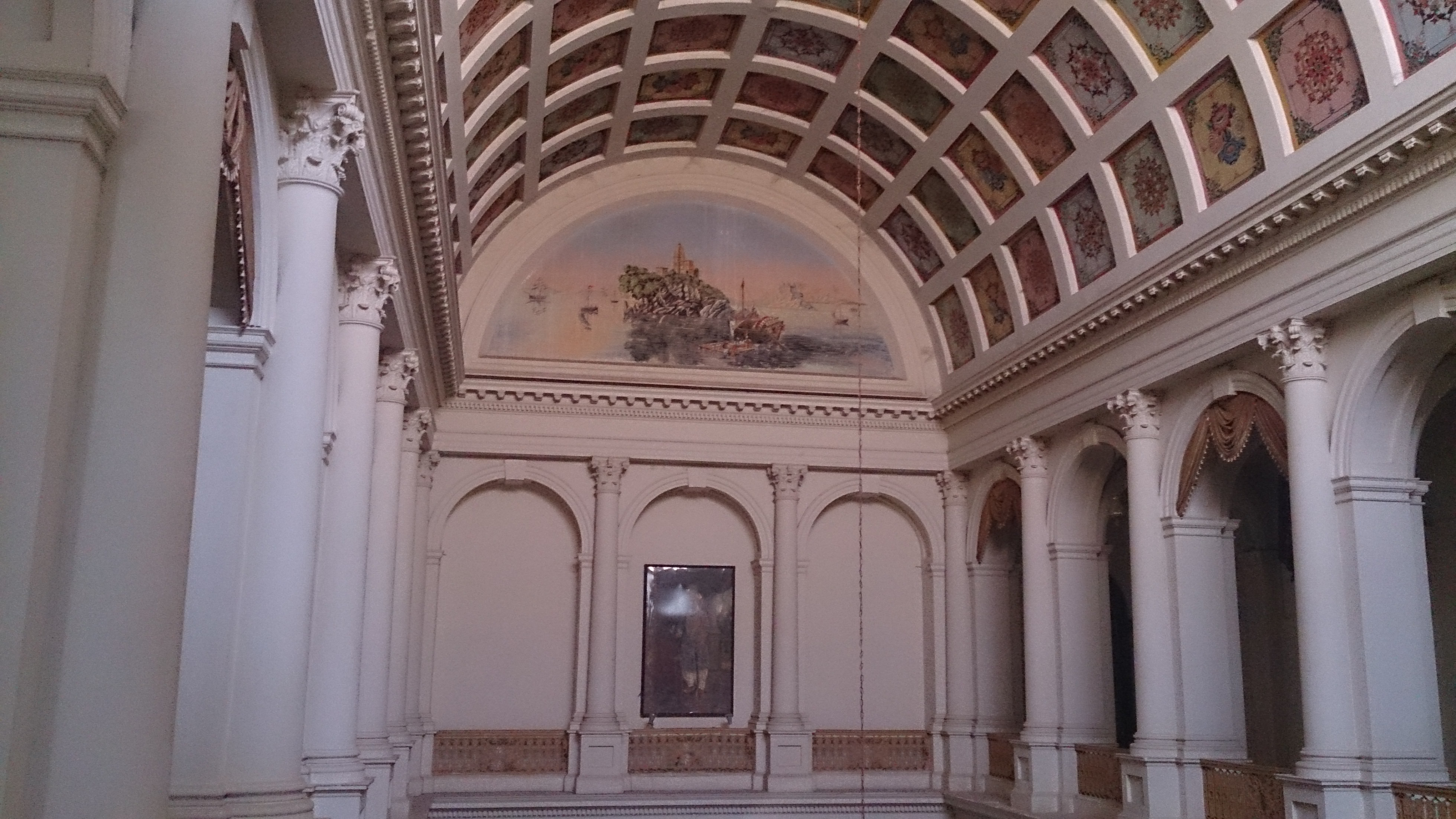
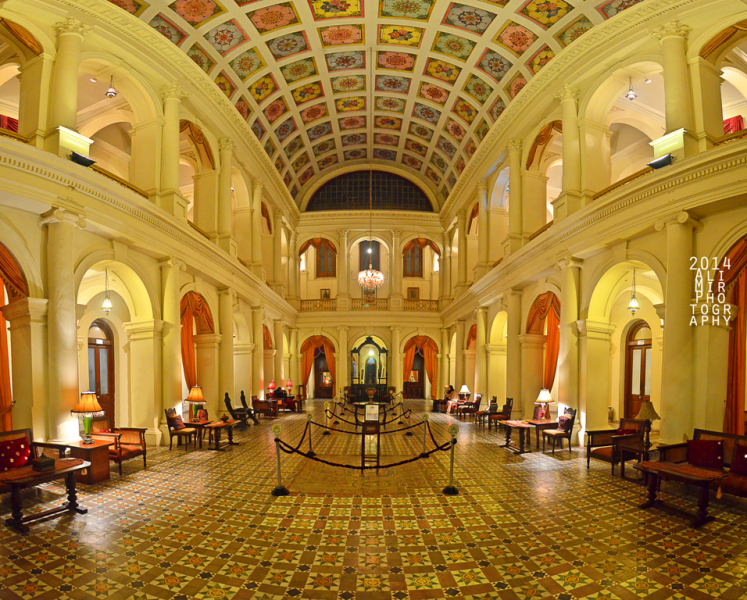
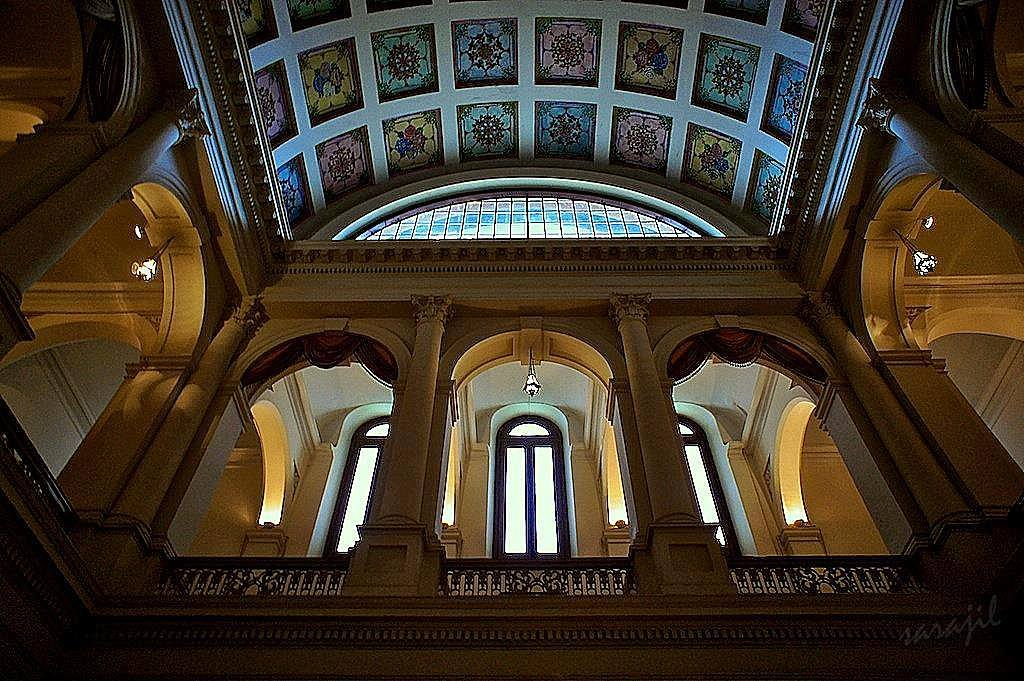
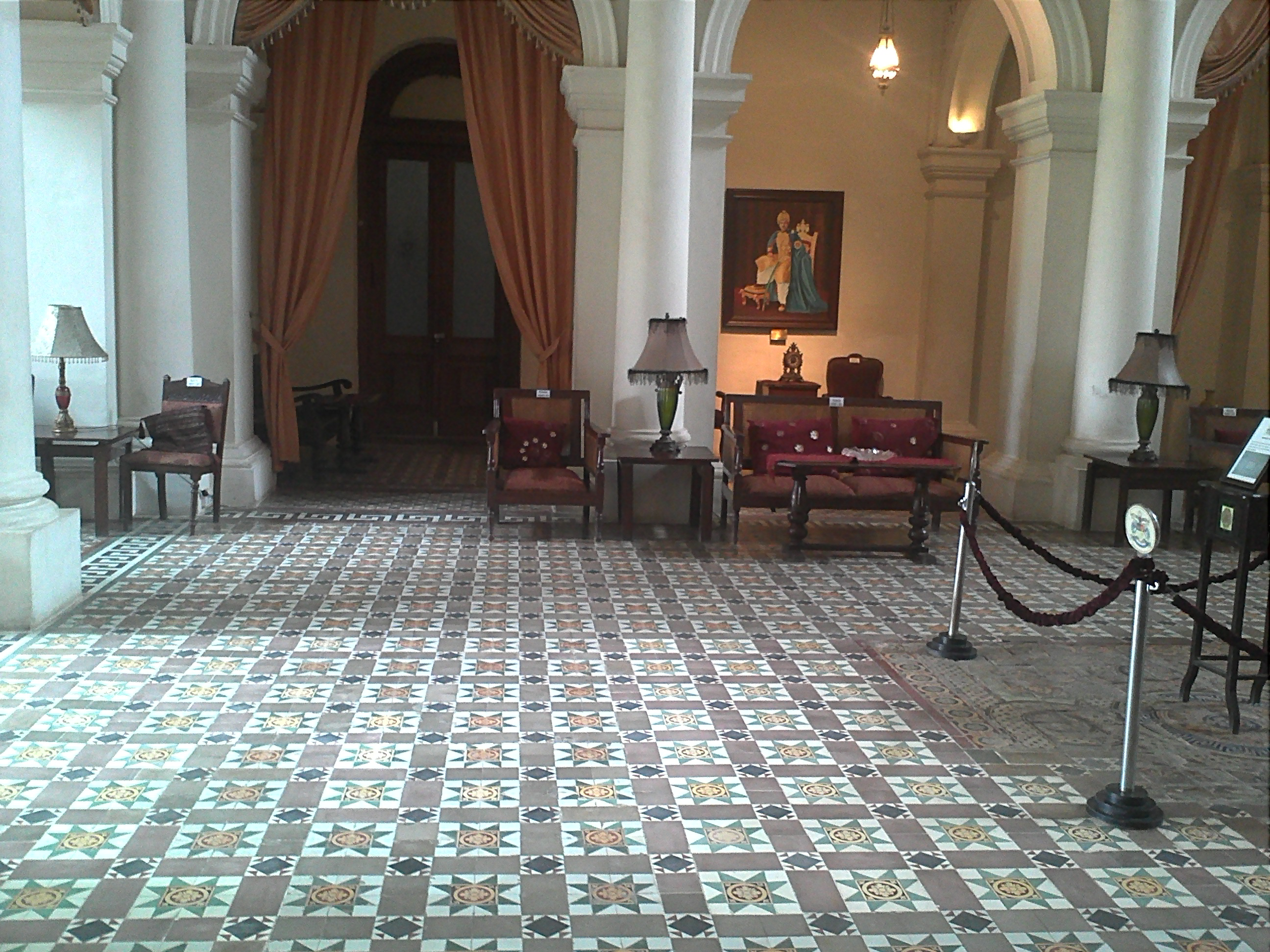